# 220. pr. n. št.
220. pr. n. št. je osmo desetletje v 3. stoletju pr. n. št. med letoma 229 pr. n. št. in 220 pr. n. št.. 